# طارق وفيق
طارق وفيق محمد هو أستاذ تخطيط عمراني مصري ووزير الإسكان والمجتمعات العمرانية بوزارة هشام قنديل منذ أغسطس 2012. كان أحد المشاركين في وضع مشروع النهضة الذي دعا له الرئيس محمد مرسي.

## حياته
ولد بالقاهرة سنة 1950، تخرج من كلية التخطيط الاقليمي والعمراني في جامعة القاهرة سنة 1972.